# Paulo Miguez
Paulo César Miguez de Oliveira (Salvador, 7 de novembro de 1954), mais conhecido simplesmente como Paulo Miguez, é um economista, pesquisador e professor universitário brasileiro. É o 17.º reitor da Universidade Federal da Bahia, além de também já ter ocupado o cargo de vice-reitor entre os anos de 2014 e 2022.

## Biografia
Miguez nasceu em 7 de novembro de 1954, na cidade de Salvador, na Bahia. Sua educação básica se deu totalmente no Colégio Marista Nossa Senhora da Vitória, onde concluiu o ensino médio em 1973. Em 1976, ingressou no curso Ciências Econômicas na Universidade Federal da Bahia, onde formou-se em 1979. Em 1980, se especializa em Análise de Projetos, pelo Banco de Desenvolvimento do Estado da Bahia, e no ano seguinte, em 1981, fruto da militância política, inclusive na União Nacional dos Estudantes, no decorrer da Ditadura Militar Brasileira de 1964, é demitido da empresa pública que havia começado a trabalhar após sua formatura. Acaba, por fim, deixando o Brasil para viver em Maputo, capital da então República Popular de Moçambique, onde permanece de 1982 até 1993.
Durante seu período em Moçambique, no pós Guerra da Independência, atuou como diretor financeiro da estatal Telecomunicações de Moçambique e presidente da Associação Brasileira de Solidariedade ao Povo Moçambicano. Nesse processo, afirma ter conhecido o presidente Samora Machel, na última cerimônia do Dia do Trabalhador em que líder da Revolução Moçambicana esteve, em 1986, antes de ser assassinado em 19 de outubro do mesmo ano, bem como de ter beijado a mão de Nélson Mandela, durante sua visita a Maputo após a sua libertação na África do Sul. Ainda em Moçambique, perdeu seu filho e teve uma filha, passou por curso de aperfeiçoamento na Universidade Eduardo Mondlane e, já no começo da década de 90, entre 1991 e 1992, esteve na escola britânica de idiomas The Bell Scholl Of Languages e, em 1993, após a queda do socialismo em Moçambique, em 1990, e findada a Ditadura Militar Brasileira, regressa ao Brasil e ingressa o Instituto Brasileiro da Qualidade Nuclear.
Já no Brasil, em 1994 retorna à UFBA no mestrado em Administração, onde obtém seu título em 1995 com a tese Carnaval Baiano: as Tramas da Alegria e a Rede de Negócios e, em 1998 ingressa no doutorado em Comunicação e Cultura Contemporânea, obtendo o título em 2002 com a tese A Organização da Cultura na Cidade da Bahia.
No ano seguinte, em 2003, com a vitória de Lula nas Eleições de 2002, Miguez é escolhido para atuar como assessor especial do então ministro Gilberto Gil e secretário de políticas culturais do Ministério da Cultura, ficando no cargo entre 2003 a 2005. Em 2006, ingressou na docência superior na recém formada Universidade Federal do Recôncavo da Bahia, onde permanece até 2009, quando deixa a instituição para ocupar o cargo de docente na UFBA. Ainda no mesmo ano se tornou membro do Conselho Estadual de Cultura da Bahia, estando nessa atividade até 2011.

### Na Universidade Federal da Bahia
Paulo Miguez ingressou na Universidade Federal da Bahia em 2009 como professor do Instituto de Humanidades, Artes e Ciências Professor Milton Santos, unidade acadêmica fundada em 2008 para abrigar os cursos dos bacharelados interdisciplinares. Em 2010 Miguez já coordenava o Programa Multidisciplinar de Pós-Graduação em Cultura e Sociedade, deixando a coordenação em 2012.
Em 2014, Paulo Miguez esteve como companheiro de chapa de João Carlos Salles, sendo eleitos e, em 2018, reeleitos com chapa única. Em 2022, após oito anos como vice-reitor, novamente em chapa única, torna-se reitor tendo como vice o Comunicador Social Professor Penildon Silva Filho, então pró-reitor de ensino de graduação, filho do médico homônimo.
Já no cargo de dirigente máximo da Universidade, esteve à frente da busca por recomposição orçamentária, especialmente após o começo do Governo Lula de 2023. Levantou críticas à redução de fundos ao ensino superior federal aprovada pelo Congresso, além de, após o governo anunciar expansão das instituições federais, afirmou que era, em fato, preciso sanar problemas existentes antes de qualquer expansão. Em seu reitorado se destacam o lançamento, em cerimônia solene, da Cátedra Gilberto Gil de Estudos da Cultura, com a presença do cantor que nomeia a nova cadeira de pesquisa da Universidade, a instalação do Instituto Confúcio, em parceria com a Universidade de Xangai, responsável por lecionar curso de Mandarim na UFBA, a realização da Conferência da Diáspora Africana nas Américas, com presença de autoridades políticas do continente africano e do governo brasileiro, como as Ministras Anielle Franco e Margareth Menezes, a inauguração do primeiro planetário de Salvador, doado pelo alumni Francisco Lacerda Brito, e a destinação de 50 milhões através do programa federal Novo PAC, visando contemplar obras da nova Escola de Música, salas de aula do Instituto de Humanidades, Artes e Ciências Prof. Milton Santos, na Escola de Medicina Veterinária e Zootecnia, o novo Complexo de Física e Química e a Biblioteca Universitária de Filosofia e Ciências Humanas. Para além, em junho de 2024, foi anunciado pelo Governo Federal a expansão de um novo campus universitário em Jequié, tendo a Universidade lançado nota que não havia sido consultada e que existem problemas de infraestrutura ainda a serem sanados antes de uma possível expansão.